# Jermyn, Pennsylvania
Jermyn, Pennsylvania (енгл. Jermyn) град је у америчкој савезној држави Пенсилванија.

## Демографија
По попису из 2010. године број становника је 2.169, што је 118 (-5,2%) становника мање него 2000. године.
| Група             | 2000.         | 2010.         |
| Белци             | 2.245 (98,2%) | 2.068 (95,3%) |
| Афроамериканци    | 17 (0,7%)     | 24 (1,1%)     |
| Азијати           | 9 (0,4%)      | 9 (0,4%)      |
| Хиспаноамериканци | 8 (0,3%)      | 45 (2,1%)     |
| Укупно            | 2.287         | 2.169         |